# Isidoro Manuel Pires
Isidoro Manuel Pires (Tavira, 12 de Janeiro de 1894 — Tavira, 21 de Julho de 1958), foi um jornalista, poeta e político português.

## Biografia
Nasceu na cidade de Tavira, em 12 de Janeiro de 1894.
Dirigiu o jornal Povo do Algarve, e posteriormente, em 15 de Setembro de 1946, tornou-se director do jornal Povo Algarvio, do qual era proprietário o seu irmão, Manuel Virgínio Pires.
Exerceu como presidente da Câmara Municipal de Tavira em duas ocasiões, ambas sem ter recebido qualquer remuneração. Os seus mandatos foram de 2 de Janeiro de 1923 a 31 de Dezembro de 1925, e de 28 de Janeiro de 1937 a 31 de Agosto de 1939. Fundou igualmnente a Banda Municipal e o Parque Municipal de Tavira.
Também se destacou como poeta, tendo o jornal Correio do Sul afirmado que sabia «trabalhar a rima com graça, com facilidade e com talento, deixa publicados dois livros, de versos, que a crítica recebeu com aplauso e um dos quais mereceu a honra de ser perfaciado [sic] por Júlio Dantas e deixa esparsas numerosas composições, sobretudo sonetos e quadras, algumas das quais cantadas pelo povo, o que constitui para o género uma das mais puras e perfeitas consagrações». O mesmo jornal também destacou as suas habilidades como orador. Em Julho de 1959, no primeiro aniversário da sua morte, o jornal Povo Algarvio organizou a edição póstuma das suas obras, e reeditou os seus livros Quadras e Ecos do Coração. Publicou igualmente a obra Esparsos, onde compilou os versos que tinha publicado nos seus jornais.
Foi também irmão e ministro da Venerável Ordem Terceira de São Francisco.
Em Abril de 1958 agravou-se o seu estado de saúde, tendo sido transportado para Lisboa, onde foi operado no Hospital da CUF. No entanto a sua condição continuou a piorar, pelo que segundo o seu desejo voltou para a Tavira, onde faleceu em 21 de Julho de 1958. Os seus restos mortais foram levados para a Igreja de São Francisco, e foi enterrado no Cemitério do Calvário, em Tavira. Em sinal de luto, a bandeira municipal foi colocada a meia-haste. Estava casado com Maria José Neto de Sousa Pires, sendo pai de Maria de Lourdes Neto de Sousa Pires.
Foi homenageado com um retrato numa das salas do edifício dos Paços do Concelho, e um busto no Jardim do Coreto ou das Palmeiras, em Tavira, inaugurado em 1959.